# 西武バス新座営業所
西武バス新座営業所（せいぶバスにいざえいぎょうしょ）は、埼玉県新座市本多に位置する西武バスの営業所。埼玉県新座市・朝霞市、東京都清瀬市・東久留米市のほか、練馬区などへ乗り入れている。
本項では、当営業所の前身となった西武バス清瀬営業所についても記述する。

## 歴史

### 戦前 - 団地輸送の開始

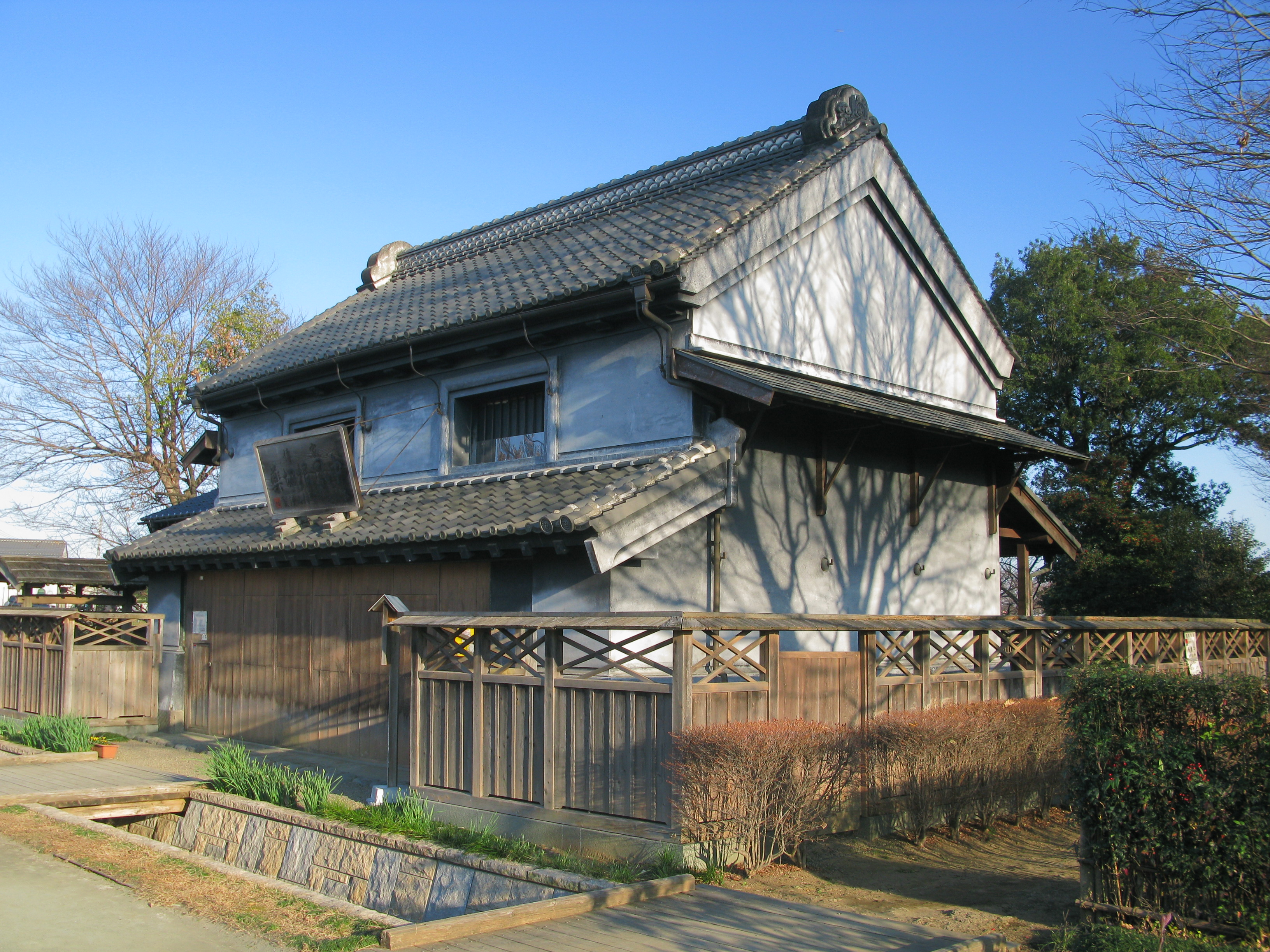
旧村山快哉堂

大正時代末期から昭和初期にかけてのわずかな間、志木に存在していた薬局「村山快哉堂」の店主であった村山彌七は、薬局以外に路線バスを経営していた。その路線で特に関係が深いのが志木 - 清瀬 - 東村山線で、村山のバスは後に武蔵野鉄道（西武池袋線の前身）へ引き継がれ、新座・清瀬周辺の西武バスの基礎となった。
戦後はかつて清瀬駅北口脇にあった「西武バス清瀬営業所」として、村山が経営していた志木 - 清瀬 - 東村山線を起源にした志木 - 清瀬 - 武蔵小金井線を幹線とし、清瀬・東久留米をターミナルに周辺地域における路線拡充が進められた。
1962年には両駅から朝霞駅経由で朝霞市北部の積水化学工場へ向かう路線が開業したほか、1960年代後半までには東久留米団地・旭ヶ丘団地へ向けての団地輸送が開始された。しかし、1973年4月1日の国鉄武蔵野線旅客開業によって、事態は一変する。

### 武蔵野線開業 - 清瀬から新座へ移転
1973年4月1日の武蔵野線府中本町駅 - 新松戸駅間の開業に伴い、新座駅・北朝霞駅が清瀬営業所管内に設置された。また翌1974年には東武東上線朝霞台駅が開業し、市内の鉄道網が整備されてきたため、西武バスは朝霞市内の路線を見直すこととなった。この路線再編により、朝霞市内の主要発着ターミナルを朝霞駅から朝霞台駅にシフトする（上石神井営業所の所管である大泉朝霞線を除く）こととなり、清瀬地区では清瀬・東久留米 - 朝霞駅 - 神明神社線が朝霞台駅発着に変更された。また、西武バス田無営業所（西原車庫の前身で現在は滝山営業所に統合）の管内ではひばりヶ丘駅 - 朝霞駅線が朝霞台駅発着になったほか、上石神井営業所の所管路線にも変化が生じた。
その後、清瀬駅北口再開発計画によって清瀬営業所は閉鎖、埼玉県新座市へ移転することとなった。その際、新座市内に営業所用の土地を取得するにあたり地元と西武バス間の調整が長引いたため、移転前に所管路線の調整が実施された。1989年12月1日、田無営業所・滝山営業所との間で移管・路線新設・廃止が行われ、ひばりヶ丘駅北口発着系統は、移転によって新座営業所の所管となることを想定して清瀬営業所の担当となった。その玉突きで「武13」が清瀬営業所から滝山営業所へ移管。「清02」も1992年6月16日に清瀬営業所から滝山営業所へ移管された。またその際に、従来は一部担当していた所沢営業所管轄の清66：所沢駅東口 - 安松 - 清瀬駅北口線からも完全撤退した。
1992年12月24日、清瀬営業所は新座市へ移転、「西武バス新座営業所」と改称された。同時に上石神井営業所から「泉30」（大泉学園駅 - 片山小学校）を移管して枝路線を新設し、新座営業所としてスタートした。
1994年に朝霞市から、2007年には清瀬市から、コミュニティバスの運行も委託されている。

## 現行路線

### 清瀬駅北口 - グリーンタウン - 志木駅方面
- 清61：清瀬駅北口 - グリーンタウン清戸 - 中清戸東 - 下清戸 - 菅沢中央 - 新座駅南口 - 北野入口 - 志木駅南口
- 清61-1：清瀬駅北口 - グリーンタウン清戸 - 中清戸東 - 下清戸 - 菅沢中央 - 新座営業所
- 清61-2：清瀬駅北口 - グリーンタウン清戸 - 中清戸東
- 清61-3：清瀬駅北口 - グリーンタウン清戸 - 中清戸東 - 下清戸 - 菅沢中央 - 新座駅南口
- 志33：新座営業所 - 菅沢中央 - 新座駅南口 - 北野入口 - 志木駅南口
- 志33-1：新座駅南口 - 北野入口 - 志木駅南口
- 新座02：新座営業所 - 菅沢中央 - 新座駅南口

営業所の中では最古の路線で、既述の村山自動車部による志木 - 清瀬 - 東村山線が起源となっている。戦後は1951年に志木 - 清瀬 - 武蔵小金井線で運行を開始したが、1966年に清瀬で分割され、清瀬駅北口再開発が完了した1995年に、従来の清瀬郵便局・水天宮経由から、気象衛星センター・グリーンタウン経由へ経路変更が行われた。グリーンタウン経由以降は利用客が増加し、特に雨天時の通勤・通学ラッシュ混雑には対処できないため、「清61-2」を新設した。グリーンタウン経由に変更後しばらくは狭隘道路を通過する関係で、中型車が多く運用に入った影響もある。現在も車両運用の都合上中型車が充当されることがある。
中清戸東に周辺に折返し場所がないため、降車専用の停留所を設けて、降車後は一旦志木街道へ出た後に長命寺交差点を右折してから、再び清瀬駅へ向かう。工事中だった新小金井街道延長線（西武池袋線の下を交差して志木街道へ）であるバイパス道路が2009年5月30日に竣工、一般供用されたのに伴い、当系統を通過する道路近く、もしくは整備統合される工事が進められている。
志木駅南口のバスロータリー内に待機のスペースが少ないため、まとまった時間、乗務員が休憩する場合は後述の「清62」や「ひばり73」とともに東一丁目 - 第二中学校間にある折り返し所（待機場）まで回送して休憩などをとる。
2017年8月1日、「志33-1」が新設。また、「清61」「清61-1」「清61-2」のグリーンタウン清戸 - 中清戸郵便局間に「コミュニティプラザひまわり入口」バス停が新設された。設置は清瀬駅方向のみである。毎年夏に「清瀬ひまわりフェスティバル」が行われる際は、「清61」「清61-1」「清61-2」の3系統のうちグリーンタウン清戸もしくは下宿入口が会場の最寄りバス停となるほか、開催期間中の土日ダイヤに限り清瀬駅北口 - コミュニティプラザひまわり入口バス停間まで無料シャトルバスが運行される。
2022年12月1日のダイヤ改正で「清61-3」（清瀬駅 - 新座駅）・「新座02」（新座営業所 - 新座駅）が新設されたが、「新座02」は実質的に出入庫である。「新座01」との違いは、「新座01」が平林寺・新座市役所を経由するのに対し、「新座02」は志木街道を経由する。
なお、当路線でも東京都シルバーパスが利用できるが、「清61」「清61-1」は東京都と埼玉県を結ぶ都合上、菅沢までが有効区間となっている。

### 清瀬駅北口 - 清瀬市役所 - 志木駅線
- 清62：清瀬駅北口 - けやき通り - 清瀬市役所 - 台田 - 団地交番前 - 旭が丘五丁目 - 菅沢中央 - 新座駅南口 - 北野入口 - 志木駅南口
- 清62-1：清瀬駅北口 - けやき通り - 清瀬市役所 - 台田

清瀬駅と志木駅を、けやき通り（正式名称は「都市計画道路東3・4・24号」）、清瀬市役所、団地交番前、旭が丘五丁目経由で結ぶ。旭が丘団地停留所「折返場」には入らない。清瀬管轄時代から新座移管の初期までは、清瀬郵便局・水天宮から清瀬市役所へ向かうルートであった。
1995年10月1日から中里経由に変更されたが、利用実態の見直しにより2006年3月16日に現行経路へ再改正、さらに2019年3月16日改正以降は毎時1本程度の運行に減便された。
2022年12月1日のダイヤ改正で、区間便の「清62-1」が新設されたが、周辺に折り返し場がないために終着後は回送される。
「清61」と同様に当路線でも東京都シルバーパスが利用できるが、こちらは中郷までが利用可能区間である。

### 清瀬駅北口 - 清瀬市役所 - 旭が丘団地 - 新座営業所方面
- 清63：清瀬駅北口 - けやき通り - 清瀬市役所 - 下清戸二丁目 - 大林組技術研究所 - 旭が丘団地
- 清63-1：清瀬駅北口 - けやき通り - 清瀬市役所 - 下清戸二丁目 - 大林組技術研究所 - 旭が丘団地 - 菅沢中央 - 新座営業所
- 清63-1：清瀬駅北口 → 中里 → 下田 → 台田団地 → 旭が丘団地 → 菅沢中央 → 新座営業所（深夜バス）
- 清63-2：清瀬駅北口 - けやき通り - 清瀬市役所 - 下清戸二丁目 - 大林組技術研究所

1995年10月1日にけやき通りが開通したことで、従来の中里経由からけやき通り経由とした。1989年5月16日より、深夜バスの運行を開始している。深夜バスの上りは回送で駅に向かい折り返す。現在は日中路線がけやき通り経由で運行されているにもかかわらず、深夜バスは従来の経由地である中里・台田団地経由で運行され続けている。以前の方向幕時代は、照明を消した状態で幕は変えずに回送をしていた車両も見受けられた。
2013年10月16日のダイヤ改正で、日曜日を除き深夜バスを含めて増発を実施した。
2020年3月14日に「清63深夜」（清瀬駅 → 中里 → 台田団地 → 旭が丘団地線）の廃止を含めたダイヤ改正が実施された
2022年12月1日のダイヤ改正で「清63-2」が新設されたが、「清62-1」と同様に周辺の折り返し場がないため、終着後は回送される。

### 東久留米駅東口 - 東久留米団地方面
- 久留21：東久留米駅東口 - 神山大橋 - 神宝小学校 - 東久留米団地
- 久留21-1：東久留米駅東口 - 神山大橋 - 神宝小学校 - 東久留米団地 - 西堀  - 新座営業所
- 久留21-1：東久留米駅東口 → 神山大橋 → 神宝小学校 → 東久留米団地 → 西堀 → 新座営業所（深夜バス）
- 久留24：東久留米駅東口 - 神山大橋 - 神宝小学校 - 東久留米団地 - 西堀小学校 - 小山入口（西堀バス停は通過）

東久留米市北東端の高台にある東久留米団地への路線で、運行頻度も比較的高い。西武バスでは比較的早い1989年4月17日に深夜バスの運行を開始した。2007年7月16日から西堀停留所が移設（水道道路上へ移設）されたため、「久留24」の「西堀」停留所が廃止された。
2000年代に入り、東久留米団地はURグリーンヒルズ東久留米に建て替え中である。
「久留21」の深夜バスは、2021年3月のダイヤ改正で廃止となった。

### 東久留米駅東口 - 新座営業所 - 新座駅・朝霞台駅方面
- 久留22：東久留米駅東口 - 神山大橋 - 神宝小学校 - 東久留米団地 - 西堀 - 新座営業所 - 平林寺 -新座市役所 - 野火止坂上 - 下の原入口 - 水道道路入口 - 朝霞台駅
- 久留23：東久留米駅東口 - 神山大橋 - 神宝小学校 - 東久留米団地 - 西堀 - 新座営業所 - 平林寺 - 新座市役所 - 新座駅南口
- 新座01：新座営業所 - 平林寺 - 新座市役所 - 新座駅南口
- 朝22：新座営業所 - 平林寺 - 新座市役所 - 野火止坂上 - 下の原入口 - 水道道路入口 - 朝霞台駅
- 朝22-1：野火止坂上 → 下の原入口 → 水道道路入口 → 朝霞台駅（平日朝のみ運行）

沿線は武蔵野の面影を色濃く残す地域で、野火止用水や国の天然記念物に指定されている平林寺の雑木林に沿って走る。1962年の開通だが、1976年の路線調整で朝霞台駅発着となるまでは小山入口・新座市役所を経由して朝霞駅北側の積水化学を発着していた。「新座01」は「久留23」の出入庫路線である。先述の東久留米団地線および東久留米駅西口発着の滝山営業所管轄一般路線とともに、東久留米駅から1区間はワンコインバス（大人100円）制度を導入している。
2014年7月16日から「朝22-1」の運行を開始した。

### ひばりヶ丘駅北口 - 朝霞台駅方面

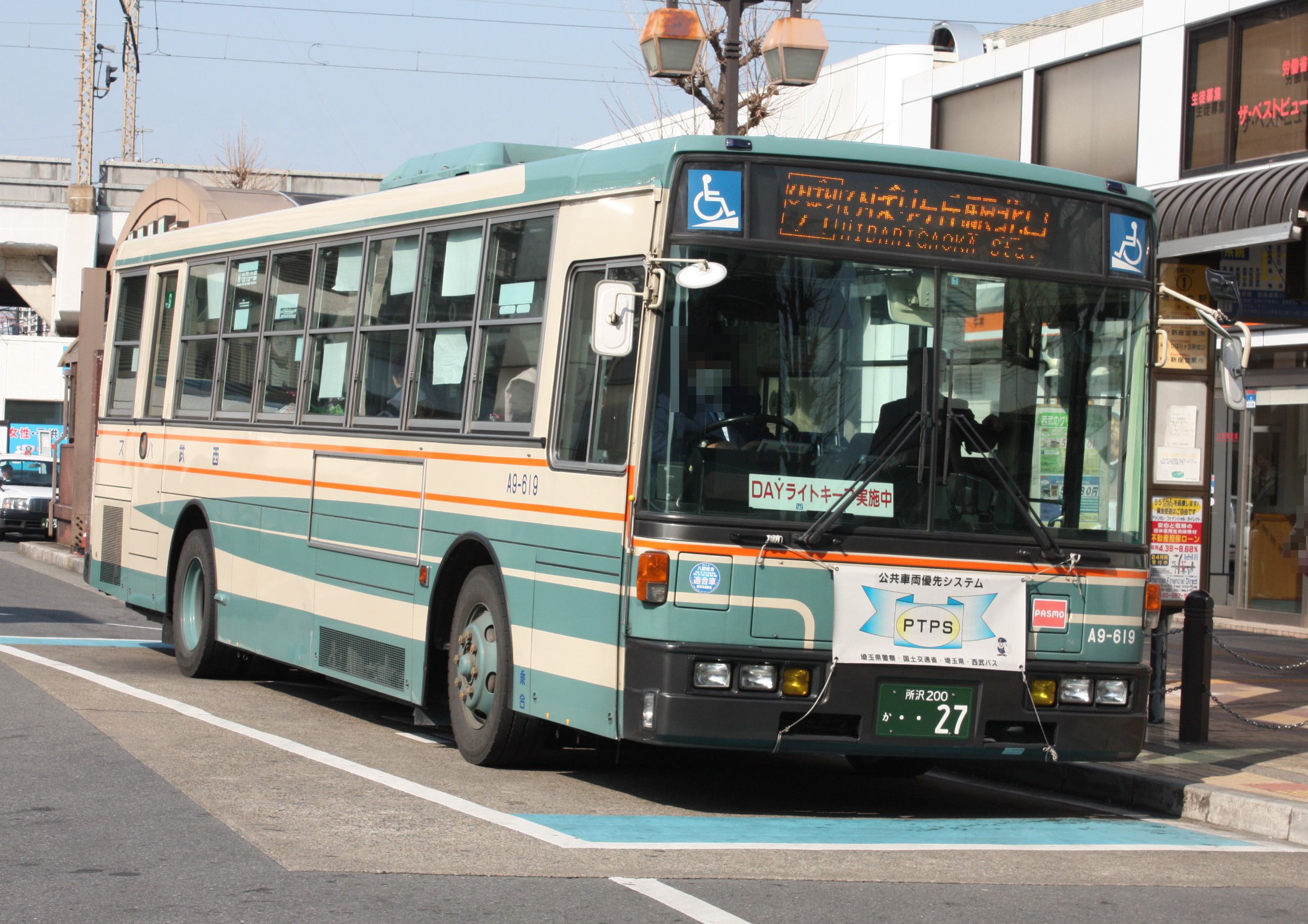
ひばり71 (A9-619)

- ひばり71：ひばりヶ丘駅北口 - 別れ道 - 貝沼 - 片山小学校 - 新座高校 - 榎木ガード - 下の原入口 - 水道道路入口 - 朝霞台駅
- 朝23：新座営業所 - 片山小学校 - 新座高校 - 榎木ガード - 下の原入口 - 水道道路入口 - 朝霞台駅
- 朝23：新座営業所 ← 片山小学校 ← 新座高校 ← 榎木ガード ← 下の原入口 ← 水道道路入口 ← 朝霞台駅（深夜バス）

ひばりヶ丘駅 - 朝霞台駅をほぼ黒目川に沿って走る。鉄道駅から離れた地域を結んでおり、中間部から両方向へ向けての需要があることから、1日を通して頻繁に運行されている。1950年代前半に田無営業所管轄で開通し、1960年代の最盛期には朝霞駅 - ひばりヶ丘駅 -田無駅 - 武蔵境駅線として運行されていたが、定時性の低下やひばりヶ丘駅付近の道路状況の悪さから、1960年代後半にひばりヶ丘駅で分割され、1976年12月に朝霞台駅発着に切り替わって現在の形となった。
2008年3月31日から、「ひばり71」の全区間においてPTPSを導入した。
ひばりヶ丘駅北口は西東京市にある駅前が狭隘であったため、駅から5分程度歩いて新座市に入った場所に待機場付きのバスターミナルを設置していたが、2019年3月16日14時から新たに整備された北口ロータリーへ乗り入れることとなり、同時に折返し場付近に「栗原五丁目」停留所が新設された。なお、北口ロータリーではバス折り返し待機のスペースがないため、後述の「ひばり73」「ひばり77」とともに引き続き「栗原五丁目」停留所近くの待機場に回送して乗務員は休憩をとる。

### ひばりヶ丘駅北口 - 新座市役所 - 志木駅方面

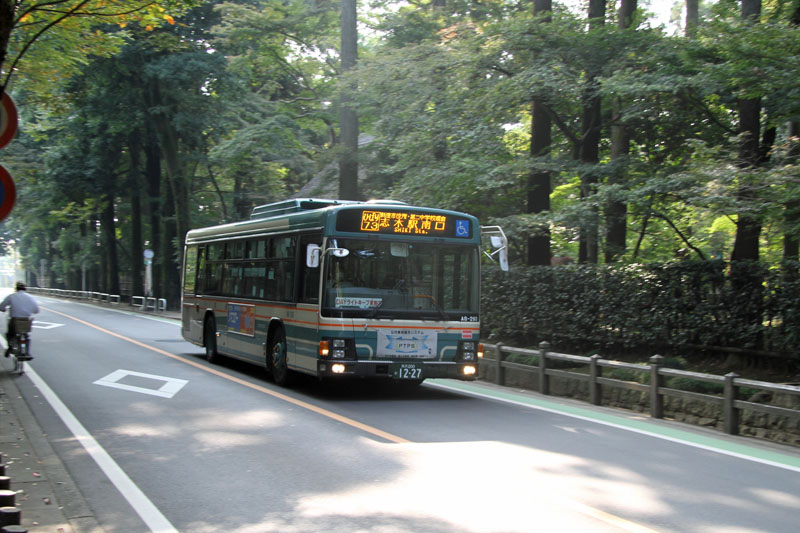
雑木林を横目に走るひばり73 (A8-293)

- ひばり73：ひばりヶ丘駅北口 - 別れ道 - 貝沼 - 片山小学校 - 福祉センター入口 - 平林寺 - 新座市役所 - 第二中学校 - 志木駅南口
- ひばり77：ひばりヶ丘駅北口 - 別れ道 - 貝沼 - 片山小学校 - 福祉センター入口 - 新座営業所
- ひばり77：ひばりヶ丘駅北口 → 別れ道 → 貝沼 → 片山小学校 → 福祉センター入口 → 新座営業所（深夜バス）
- 志34：新座営業所 - 平林寺 - 新座市役所 - 第二中学校 - 志木駅南口
- 志34：新座営業所 ← 平林寺 ← 新座市役所 ← 第二中学校 ← 志木駅南口（深夜バス）
- 志35：新座駅南口 - 第二中学校 - 志木駅南口
- 新座03：新座駅南口 - 凸版印刷 ※朝夕のみ運行

ひばりヶ丘駅北口から新座市役所周辺を経由して、志木駅方面へ向かう。後述の「志09-2」とともにTOPPANホールディングスへの通勤輸送を担う。「ひばり73」は営業所との出入庫が新座市役所・志木駅を通じて行いやすかったことから、清瀬営業所が一貫して担当していた。
現在は志木駅側において、新座中央通り（正式名称は「新座市都市計画道路3・4・8東久留米志木線」）を経由する現「ひばり73」がある。過去には大和田方面へ迂回する2代目「ひばり75」があった。なお、初代「ひばり75」は、かつて田無営業所が運行していた、新座栗原郵便局 - 片山小学校 - 下の原入口 - 朝霞台駅線である。
元々は1964年に片山小学校 - 市場坂上（現・志木市役所付近）として開通した「新座足立線」という路線で、線名は当時の起終点の町名であった北足立郡足立町（現・志木市）と新座町から取ったもので、1970年にひばりヶ丘駅 - 志木駅線に変更された。
志木駅の所在地の大部分は新座市東北二丁目であり、ひばりが丘駅北口のロータリー整備が完了するまのひばりヶ丘駅北口発着所も駅から歩いて都県境・市境を越えた新座市栗原にあった。そのため、ひばりヶ丘駅北口のバスロータリーの完成まで、路線は西東京市（旧・保谷市ひばりが丘北地区） - 新座市 - 志木市を結んでいるのではなく、全線新座市内のみを走るものであった。
「ひばり75」は旧「ひばり73」として運行していた（旧「ひばり73」運行時は、新座駅南口へ乗り入れていなかった）が、新座中央通りの整備開通に伴い、第二中学校経由を現「ひばり73」とし、大和田経由は「志35」として新設、旧「ひばり73」は一旦廃止されたが、沿線住民の利便性が求められ、大和田経由のひばりヶ丘駅 - 志木駅線が復活されるにあたり、現「ひばり75」となった。「志34」は旧「ひばり73」が新座中央通り経由となるのに合わせて、現行経路に変更されている。
2017年7月31日をもって、「ひばり75」「志35」が廃止された。同年8月1日夜より、「志34」深夜バスが新たに設定された。なお「志35」はその後2022年3月12日より復活しているが、「志33-1」とは違って志木街道を通らず、第二中学校を経由する。2023年4月1日より「志35」の区間便として、新座駅から「野火止7丁目」停留所より先、凸版印刷の事業所構内で折り返す「新座03」を新設し、「志35」は平日ダイヤのみの運行となった。「凸版印刷」停留所は「志09-2」と同様に新座中央通り上に設置されているが、「志09-2」の停留所とは別の位置にある。

### 大泉学園駅 - 朝霞駅方面
- 泉32：大泉学園駅北口 - 北園 - 大泉郵便局 -都民農園セコニック - 新座総合技術高校 - 南大通り（朝霞警察署） - 幸町三丁目交差点- 緑ヶ丘 - 朝霞市役所 - 朝霞駅南口
- 泉31：大泉学園駅北口 → 北園 → 大泉郵便局 → 都民農園セコニック
- 泉31-1：大泉学園駅北口 - 北園 - 大泉郵便局 - 都民農園セコニック - 新座栄
- 朝81：新座栄 - 新座総合技術高校 - 南大通り（朝霞警察署） - 第四中学校入口 - 朝霞駅南口
- 朝82：新座栄 - 新座総合技術高校 - 南大通り（朝霞警察署）- 幸町三丁目交差点 - 緑ヶ丘 - 朝霞市役所 - 朝霞駅南口
- 朝83：都民農園セコニック ← 新座総合技術高校 ← 南大通り（朝霞警察署） ← 幸町三丁目交差点 ← 緑ヶ丘 ← 朝霞市役所 ← 朝霞駅
- 朝83：新座総合技術高校 → 南大通り（朝霞警察署） → 幸町三丁目交差点  → 緑ヶ丘 → 朝霞市役所 → 朝霞駅南口
- 朝82-1：新座営業所 - 福祉センター入口 - 片山小学校 - 第四小学校入口 - 新座栄 - 新座総合技術高校 - 南大通り（朝霞警察署） - 幸町三丁目交差点 - 緑ヶ丘 - 朝霞市役所 - 朝霞駅南口

大泉学園駅から朝霞駅に向かう路線で新座総合技術高校への通学輸送、労働大学校への通勤通学輸送、後述の朝30・朝31系統運行時間外・西武池袋線沿線からの新電元工業への通勤輸送（「幸町三丁目交差点」停留所最寄り）を担う。天沼マーケット - 新座総合技術高校・新座栄間の区間は埼玉県新座市内でありながら「吉61」「吉61-1」、「荻15」の都民農園セコニック経由便と同様に東京都区内特別運賃適用のため220円で東京都シルバーパスも利用可能。田無営業所廃止に伴う上石神井営業所担当路線の増加措置として、1994年6月16日に「泉36」（2代）「泉37」「泉38」とともに移管された。「泉30」「泉30-2」と同様に前乗り先払い式を採用している。ここで記述する「泉36」（現在の「朝81」）は2010年6月16日に新設された系統で、同名の系統としては3代目に当たる。起終点は2007年1月に廃止された2代目と同じだが、税務大学研修所前 - 朝霞駅南口の経路が朝霞中央公園経由から第四中学校入口経由に変更されている。
2012年9月16日より、大泉学園駅北口で再開発工事が行われた関係で従来大泉学園駅北口で行っていた乗務員の休憩ができなくなったため、この機能を都民農園セコニックに移した。それに伴い新たに朝霞駅発都民農園セコニック止まりの「朝83」と緑ヶ丘経由新座栄行きの「朝82」が新設され、「泉31」に参入した。ただし「朝83」の復路については折り返し場の都合上セコニックからではなく新座総合技術高校から営業する。またこれらの系統新設に伴い、それまで運行していた「泉36」は「朝81」に系統番号を変更されている。
「泉32」へ運用に入る出入庫車両のほとんどは、「泉30-2」として大泉学園方を通じて行うか、新座栄まで回送運転後、朝霞駅行きとして営業運転している。新座営業所 - 朝霞駅の出入庫線は、早朝の朝霞駅方面、昼間・夜間の営業所方面への運行を主体としている。また、「都民農園セコニック」停留所付近の利用客を考慮して、あえて新座栄の折返し場を経由し、大泉学園駅 - 朝霞駅間の始車・終車をフォローする役割を併せ持つ。新座営業所 - 朝霞駅の出入庫線は、埼玉特別運賃地区 - 都区内均一運賃地区 - 埼玉特別運賃地区を跨いでの運行である。後述の「泉30」関連と同様、運賃支払い及び乗降方法は信用式・前乗り前払い式となっている。
2015年3月20日のダイヤ改正でこれまで平日のみの運行であった「朝81」が土休日の運行も開始。同時に新座栄行きの「泉31-1」が新設され、「泉31」の大泉方向の便が消滅した。
2017年6月1日、従来の「北出張所」停留所が「大泉郵便局」に、「税務大学研修所前」停留所が「南大通り」に改称された。前者は練馬区役所大泉北出張所が同年3月31日をもって廃止されたことを受けて。後者は税務大学校関東信越研修所が2013年11月に和光市南2丁目へ移転後もしばらく変更がなかった。
2019年8月19日、朝霞警察署移転に伴い「朝霞警察署前」停留所が「幸町三丁目交差点」に、「南大通り」停留所が「南大通り（朝霞警察署）」に改称された。

### 大泉学園駅 - 片山小学校 - 新座駅方面
- 泉30：大泉学園駅北口 - 北園 - 関越学園通り - 久保新田 - 片山小学校 - 福祉センター入口
- 泉30-1：大泉学園駅北口 - 北園 - 関越学園通り - 久保新田 - 片山小学校 - 福祉センター入口 - 平林寺 - 新座市役所 - 新座駅南口
- 泉30-2：大泉学園駅北口 - 北園 - 関越学園通り - 久保新田 - 片山小学校 - 福祉センター入口 - 新座営業所

1992年12月24日の新座営業所開設時に上石神井営業所から移管され、枝線が設定された。「泉30-1」は埼玉特別運賃地区（大人初乗り180円）と都区内武蔵野均一運賃地区（西武の場合、大人220円均一）を跨って運行する路線としては、比較的長距離を運行する「前乗り運賃先払い式」であるが、平日・月曜 - 金曜の1往復のみの運行で、土休日は運休になる。当時、新座市の要望もあって、以前は大泉学園駅から新座市役所までの運行で新座営業所行きと合わせて1時間に1 - 2本運転されていた路線であるが、新座駅延長と引き換えに減便となった。当時、平日は大泉学園駅23時台の後半まで運行していたが、最終便は運賃倍額扱いとなる深夜バスではなく、通常通りの運賃で利用できた。しかし、2009年9月16日のダイヤ改正後、「泉30-1」は平日の1日1往復のみの運行となった。さらに2021年4月1日のダイヤ改正で、大泉学園駅北口行きは朝7時台、新座駅南口行きは昼11時台 - 12時台にまたがって運行されている。大泉学園駅北口行きの便は、先述の大泉朝霞線のダイヤで運行している。
2014年4月1日から、「泉30」は片山小学校 - 福祉センター入口間へ延長された。新座市の片山地区における再開発工事のため、西武バス片山小学校折返場が廃止になり、既存の西武バス福祉センター入口折返場まで運転するようになったことによる。

### 朝霞台駅 - 泉水 - 志木駅・新座営業所方面
- 朝21：朝霞台駅 - 水道道路入口 - 下の原入口 - 野火止坂上 - 第二中学校 - 志木駅南口
- 朝24：朝霞台駅 - 泉水三丁目 - 下の原入口 - 野火止坂上 - 第二中学校 - 志木駅南口
- 朝24-1：朝霞台駅 - 泉水三丁目 - 下の原入口 - 野火止坂上 - 新座市役所 - 平林寺 - 新座営業所

朝霞台駅および志木駅南口への比較的短距離の利用者がバス便増回などにより利用が増え、対応策として朝霞台駅 - 朝霞県税事務所 -志木駅間を結ぶ路線として一般大型車の運用で設定・運行開始された。2004年より島の上より水道道路を外れて泉水地区経由になり、それまで大型車運用であったのが、泉水周辺の狭隘道路対策のため中型車運用となった。
2022年3月12日ダイヤ改正で、「朝21」の運行を開始。「朝24」のほとんどを振り替えた。「朝21」は平日と土曜朝のみ大型車での運用で、「朝24」とは別ダイヤである。

### 志木駅南口 - 凸版印刷方面
- 志09-2：志木駅南口 - 第二中学校 - 凸版印刷

平日朝夕のみ運行。かつては国際興業バス西浦和営業所と共同運行で志木街道（北野入口で志木街道から外れる・または合流）経由で運行していたが、新座中央通りの部分開通に伴い経路が変更された。もともとは志木駅 - 凸版印刷間を途中無停車で結ぶ「志09」として運行されていたが、後年にひばりヶ丘駅北口 - 新座市役所 - 志木駅線の各停留所停車の「志09-2」が設定され、2010年（平成22年）9月16日の改正から「志09-2」のみの運行となった。「志09」廃止後も系統番号の枝番が付与されたまま現在まで運行が継続されている。
2023年11月1日ダイヤ改正で国際興業便の運行が取りやめられ、西武バス便単独運行になった。
「凸版印刷」停留所は「新座03」同様に新座中央通り上に設置されているが、「新座03」の停留所とは別の位置にある。

### 志木駅南口 - 新座団地方面
- 志31：志木駅南口 - 富士見ヶ丘団地 - 新座団地（東武バスウエスト新座営業事務所と共同運行）

志木駅から志木街道と県道113号線を経由し、新座団地へ至る。東武では2008年3月8日からPASMO / Suicaシステムの使用が開始されたが、東武から3か月遅れて西武も同年6月6日より開始した。
2011年5月16日より、土曜ダイヤを休日ダイヤへ統合の上で土曜・休日ダイヤに一括化され、平日の深夜バスも新設されたが、この深夜バスは東武のみの運行で、西武は担当しない。

### 志木駅南口 - 跡見女子大線
- 志32：志木駅南口 - 富士見ヶ丘団地 - 大和田 - 英橋 - 跡見女子大学

土曜日志木駅発午後1便、跡見女子大発午後1便のみ運行。大和田 - 跡見女子大学間は埼玉地区運賃となる。

### 朝霞駅 - 新電元工業線
- 朝30：朝霞駅東口 →（直通）→ 新電元工業（平日朝のみ運行）
- 朝31：朝霞駅南口 ←（直通）← 新電元工業前 ← 新電元工業（平日夕のみ運行）

2021年4月1日に旧朝霞第四小学校跡地（朝霞市幸町三丁目14-1）に飯能市の飯能工場から移転した、新電元工業朝霞事業所への通勤の足として2021年3月29日に運行開始。
朝霞駅南口に余裕がないため、東口に新電元工業方面ののりばが設置され、逆に新電元工業からの便は南口で降車となる。往復とも土休日および工場休業日は運休。なお、すべての便が先述の大泉朝霞線の一環としてダイヤが組まれている。

### 朝霞市内循環バス「わくわく号」
- 朝霞市内循環バスを参照。「わくわく号」は、東武バスウエスト新座営業事務所と共同運行である。

### 清瀬市コミュニティバス「きよバス」
- 清瀬市コミュニティバスを参照。当営業所単独で担当。

## 廃止・移管路線
凡例
※印は、1989年11月30日までに廃止・移管などが行われた路線
▲印は、1989年12月1日 - 1992年6月15日に廃止・移管などが行われた路線
◎印は、1992年6月16日 - 1992年12月23日に廃止・移管などが行われた路線
□印は、1992年12月24日 - 1994年6月15日に廃止・移管が行われた路線
▽印は、1994年6月16日 - 2005年に廃止・移管が行われた路線
◆印は、2005年以降に廃止・移管などが行われた路線
- ※ 清01：清瀬駅南口 - 東京病院 - 上宮 - 全生園

清瀬営業所時代に廃止。
- ※ 清02：清瀬駅南口 - 東京病院 - 竹丘団地 - 下里団地

1992年6月16日に滝山営業所へ移管された。
- ▽ 清64（初代）：清瀬駅北口 - 清瀬郵便局 - 水天宮 - 清瀬市役所 - 台田団地
- □ 清64-1（初代）：清瀬駅北口 - 清瀬郵便局 - 水天宮 - 清瀬市役所 - 台田団地 - 旭が丘五丁目 - 菅沢中央 - 新座営業所
- □ 清64-1（2代）：清瀬駅北口 - 元町一丁目 - 水天宮 - 清瀬市役所 - 台田団地 - 旭が丘五丁目 - 菅沢中央 - 新座営業所
- ◆ 清64（2代）：清瀬駅北口 - 水天宮前 - 清瀬市役所 - 台田団地
- ◆ 清64-2：清瀬駅北口 - 清瀬郵便局 - 中里 - 台田団地

上記2路線は、2021年3月1日に所沢営業所へ再移管された。
- ◎ 清65：清瀬駅北口 → 水天宮 → 清瀬市役所 → 中里 → 清瀬駅北口（清瀬市役所循環）
- ※ 清66：清瀬駅北口 - 中里 - 西武グリーンヒル - 安松 - 西武秋津団地 - 所沢駅東口

平日の朝に限り清66の早朝一部ダイヤを受け持っていたが、1989年12月1日に所沢営業所へ全面移管された。
- ※ 清67：清瀬駅北口 - 中里 - 西武グリーンヒル - 安松 - 西武秋津団地
- ※ 清68：清瀬駅北口 - 水天宮 - 菅沢 - 無線前 - 平林寺 - 新座市役所 - 膝折 - 朝霞駅 - 神明神社
- □ 清69：清瀬駅北口 - 八軒 - 小山入口 - 西屋敷 - 平林寺 - 新座市役所 - 下の原入口 - 水道道路入口 - 朝霞台駅

清瀬駅北口 - 小山入口間は路線が現存しない。清瀬駅から南へ向かう路線であるが北口発で西武池袋線の踏切を越えていた。「松山二丁目」停留所の位置は清瀬駅方向は南口発着の武13系統とは異なり、深夜急行バス・池袋駅 - 小手指駅線（練馬営業所管轄）の清瀬駅入口の場所にあった。
- ▽ 久留21（初代）：東久留米駅 - 門前 - 東久留米団地
- ▽ 久留21（2代）：東久留米駅 - 新川町一丁目 - 門前 - 東久留米団地
- ※ 久留22（初代）：東久留米駅 - 門前 - 小山入口 - 平林寺 - 新座市役所 - 下の原入口 - 膝折 - 朝霞駅 - 神明神社
- ※ 久留22（2代）：東久留米駅 - 門前 - 東久留米団地 - 平林寺 - 新座市役所 - 下の原入口 - 膝折 - 朝霞駅 - 神明神社
- ※ 久留22（3代）：東久留米駅 - 門前 - 東久留米団地 - 新座営業所 - 平林寺 - 新座市役所 - 下の原入口 - 朝霞台駅
- ◎ 久留22（4代）：東久留米駅 - 新川町一丁目 - 門前 - 東久留米団地 - 新座営業所 - 平林寺 - 新座市役所 - 下の原入口 - 朝霞台駅
- ※ 久留22-1（初代）：東久留米駅 - 門前 - 東久留米団地 - 新座営業所 - 平林寺 - 新座市役所
- ◎ 久留22-1（2代）：東久留米駅東口 - 新川町一丁目 - 門前 - 東久留米団地 - 新座営業所 - 平林寺 - 新座市役所
- ※ 久留23（初代）：東久留米駅 - 門前 - 小山入口 - 八軒 - 清瀬駅北口
- ※ 久留23（2代）：東久留米駅 - 門前 - 東久留米団地 - 小山入口 - 八軒 - 清瀬駅北口
- ※ 久留24（初代）：東久留米駅 - 門前 - 東久留米団地 - 西堀 - 小山入口
- ◎ 久留24（2代）：東久留米駅東口 - 新川町一丁目 - 門前 - 東久留米団地 - 西堀 - 小山入口

東久留米駅駅舎改築および駅前再開発が行われるまで、同駅の改札は現在の北口しかなかったが、東口の開設で、清瀬時代から続いた東久留米駅北口発着路線は、全て東口へ変更され経路の改善に寄与した。しかし、現行の宝泉寺 - 新川町一丁目の道路は整備されなかったため、短期間ながら新川町一丁目経由で運行された。
- ▲ ひばり72：ひばりヶ丘駅北口 - 別れ道 - 貝沼 - 片山小学校
- ▽ ひばり73（初代）：ひばりヶ丘駅北口 - 別れ道 - 貝沼 - 片山小学校 - 平林寺 - 新座市役所 - 新座駅北入口 - 大和田 - 新座北高校入口 - 富士見ヶ丘団地 - 志木駅南口

2代目「ひばり75」に準じる。
- ▲ ひばり76：ひばりヶ丘駅北口 - 別れ道 - 貝沼 - 片山小学校 - 福祉センター入口

田無営業所から移管された「ひばり71」などの休憩用地として取得していた土地を、「朝22」（2代）の折返場として活用。清瀬営業所から志木街道へ回送し、福祉センター入口停留所から「ひばり76」として営業に就いた。新座営業所開設後も残されたが、2016年5月現在は運行していない。この際に取得した土地は、現在「泉30」の運用で使用されている。
- ▽ 泉36（2代）：朝霞駅 - 朝霞中央公園 - 新座栄
- ▽ 泉37：朝霞駅 - 朝霞市役所 - 膝折 - 朝霞警察署 - 税務大学研修所 - 新座総合技術高校 - 都民農園セコニック - 北出張所 - 北園 - 大泉学園駅北口

この系統の廃止後、膝折停留所を経由する西武バスの路線は設定されていない。
- ▽ 泉38（初代）：大泉学園駅 → 北園 → 大泉北高校 → 住宅前 → 北園 → 大泉学園駅

通称「大泉北高校循環」で、2005年に上石神井営業所へ再移管された。
- ▽ 泉38-1（初代）：大泉学園駅 → 北園 → 大泉北高校 → 坂下 → 久保新田 → 片山小学校 → 新座営業所
- ▽ 泉38-1（初代）：新座営業所 → 片山小学校 → 久保新田 → 住宅前 → 大泉北高校 → 住宅前 → 北園 → 大泉学園駅
- ※ 朝22（初代）：朝霞台駅 - 水道道路入口 - 下の原入口 - 野火止坂上 - 新座市役所 - 平林寺

野火止南部地区の宅地開発により設定された路線。「平林寺」停留所付近にバス折返場のスペースがなく、1つ隣の「新座中学校」停留所付近にある土地を使って折返・時間調整をしていた。
- ※ 朝22（2代）：朝霞台駅 - 水道道路入口 - 下の原入口 - 野火止坂上 - 新座市役所 - 平林寺 - 福祉センター入口
- ◇ 志09：志木駅南口 -（直通）- 凸版印刷（国際興業バス川越営業所志木分車庫 → 国際興業バス西浦和営業所と共同運行）

2010年9月16日に廃止、全便が各停留所停車の「志09-2」となった。
- ※ 武13：武蔵小金井駅 - 小金井橋 - 郷土資料館[注釈 3] - 花小金井駅入口 - 花小金井五丁目 - 前沢宿 - 久留米高校[注釈 4] - 清瀬駅南口

滝山営業所へ移管された。現在は小平営業所に再移管されている。
- ※ 久11：久米川駅 - 全生園 - 上宮 - 東京病院 - 清瀬駅南口

所沢営業所へ移管された。
- □ 番号なし：志木駅南口 → 北野入口 → 新座市役所 → 菅沢中央 → 新座駅入口 → 北野入口 → 志木駅南口（新座循環）

◎ 番号なし：清瀬駅南口 → 東京病院 → 三角山 → 下里団地 → 全生園角 → 上宮 → 東京病院 → 清瀬駅南口（下里循環）
- ※ 番号なし：清瀬駅北口 - 八軒 - 小山入口 - 西屋敷 - 平林寺 - 新座市役所
- ◎ 番号なし：清瀬駅北口 - 八軒 - 小山入口 - 新座営業所

新座へ移転した際に廃止された「清69」の廃止区間（並走する路線のない地区）の免許維持と、新座市役所へのアクセスとして（名義上）設定されたが、廃止された。
- ◎ 番号なし：清瀬駅北口 - 久留米高校 - 前沢宿 - 花小金井五丁目 - 小平合同庁舎 - 花小金井駅（久留米高校休校日は運休）
- ◎ 番号なし：清瀬駅北口 → 水天宮 → 菅沢 → 新座駅入口 → 大和田 → 富士見ヶ丘団地 → 志木駅南口
- ◎ 番号なし：清瀬駅北口 → 水天宮 → 台田団地 → 台田 → 水天宮 → 清瀬駅北口（台田循環）
- ▲ 番号なし：清瀬駅北口 - 水天宮 - 菅沢 - 新座駅入口 - 北野入口 - 凸版印刷
- ※ 番号不明：清瀬駅北口 - 八軒 - 小山入口 - 無線前 - 菅沢 - 北野入口 - 志木駅南口
- ※ 朝41：神明神社 - 朝霞駅 - 膝折 - 緑ヶ丘 - 朝霞駅 - 神明神社（朝霞市内循環）

膝折先回り・緑ヶ丘先回り両方向運行。武蔵野線開業に伴い国際興業バスと路線調整が行なわれ、国際興業バス練馬営業所管轄となった。
- ◇ 新座市シャトルバス
- 番号なし：新座市役所 → 平林寺 → 片山小学校 → 貝沼 → 別れ道 → ひばりヶ丘駅北口
- ◆ ひばり75（2代）：ひばりヶ丘駅北口 - 別れ道 - 貝沼 - 片山小学校 - 平林寺 - 新座市役所 - 新座駅南口 - 大和田 - 富士見ヶ丘団地 - 志木駅南口
- ◆ 志35（初代）：志木駅南口 - 富士見ヶ丘団地 - 大和田 - 新座駅南口 - 新座市役所 - 平林寺 - 福祉センター入口
- ◆ 清63：清瀬駅北口 → 中里 → 下田 → 台田団地 → 旭が丘団地（深夜バス）
- ◆ 久留21：東久留米駅東口 → 神山大橋 → 神宝小学校 → 東久留米団地（深夜バス）

## 車両

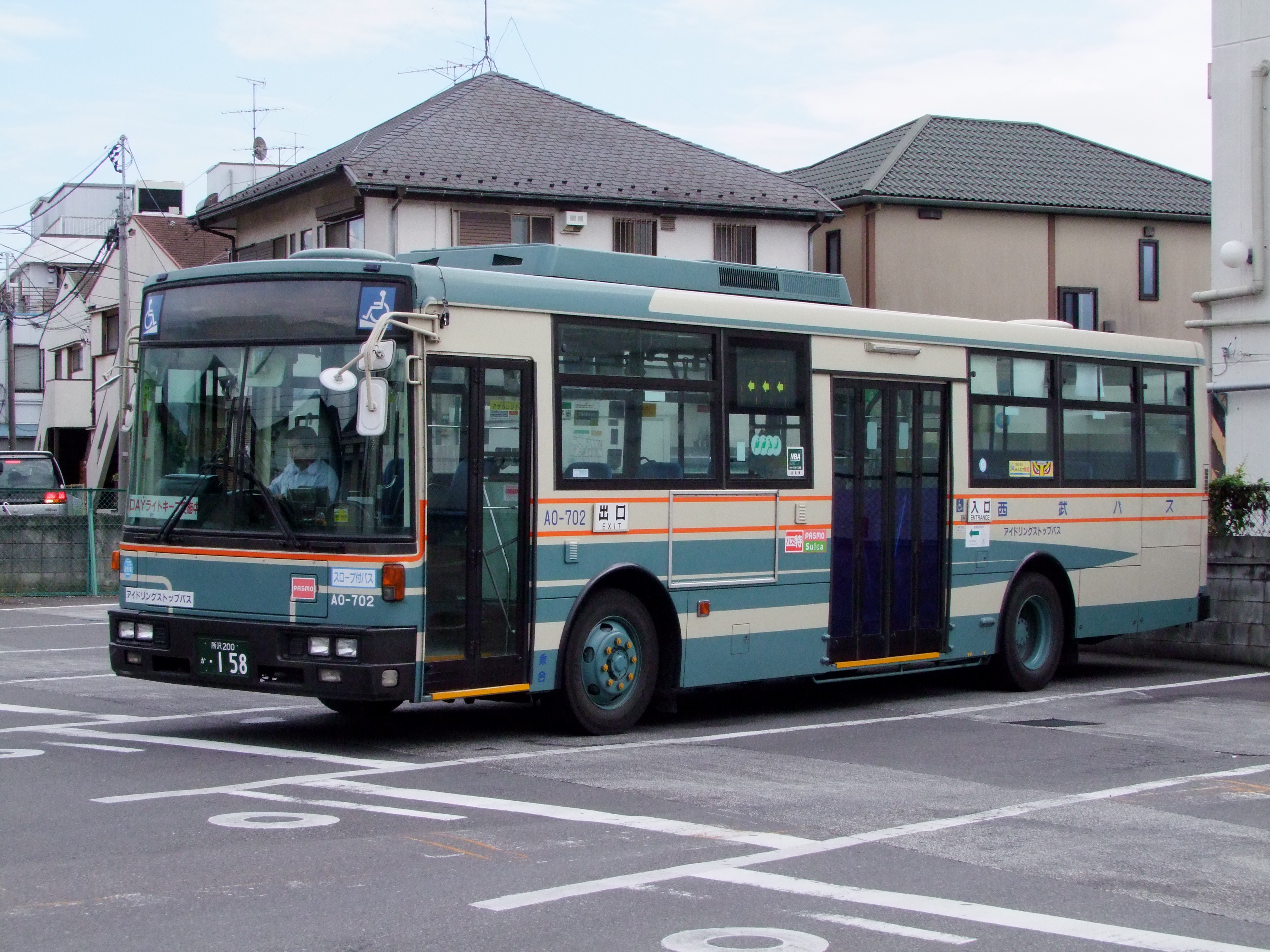
前乗り・後乗り両方に対応するため、扉の脇に車外スピーカーを装備し、出入口表示が差し替え可能になっている。(A0-702)

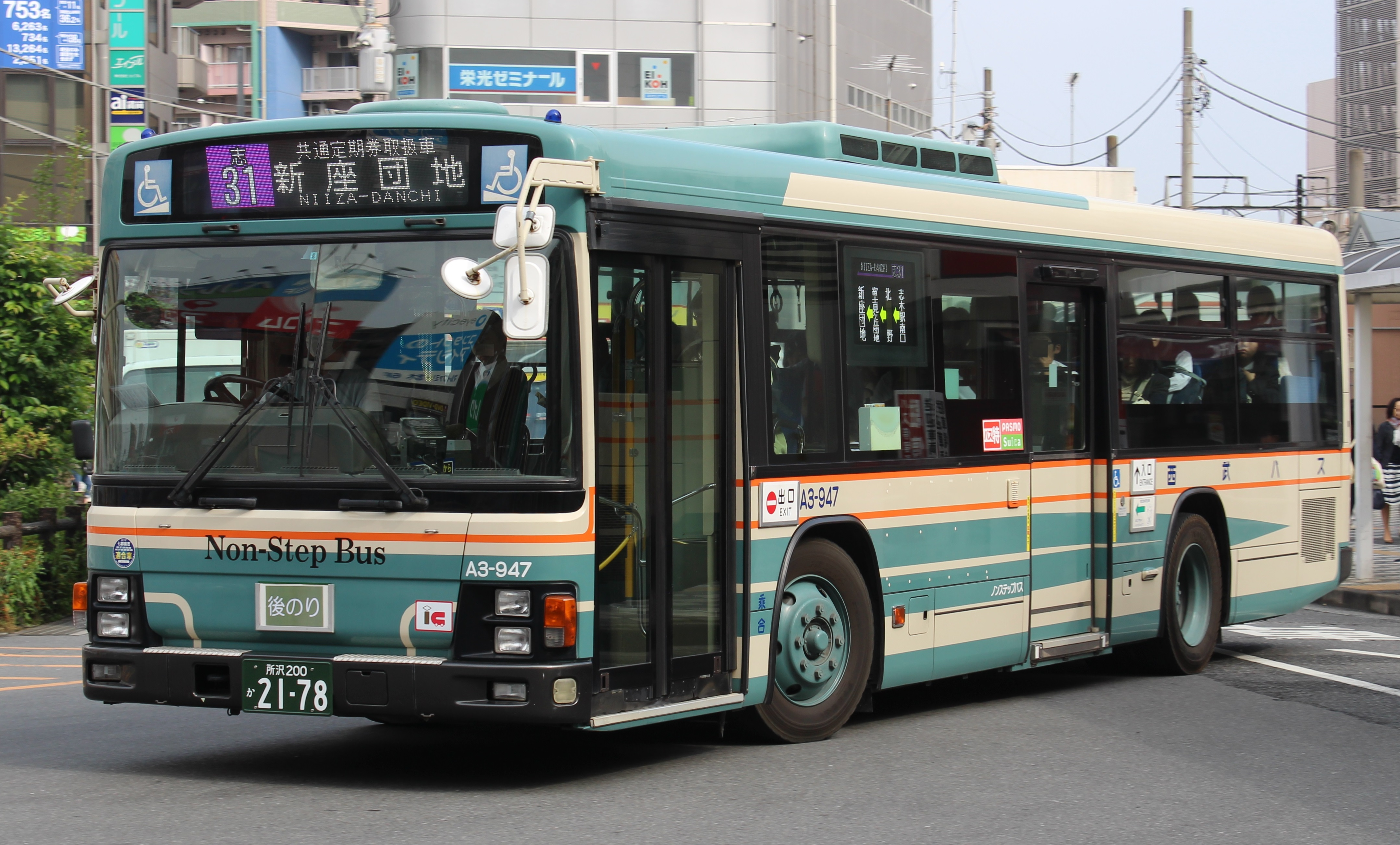
「志31」に入るA3-947。他営業所からの転籍車両のためスピーカー位置が異なる。

特徴として、営業地域が東京都と埼玉県にまたがっており、前乗り先払い路線と後乗り整理券方式路線が混在するため、配置車両はその両方に対応可能な仕様になっている。出口・入口の表示板がサボ式になっており、運用によって差し替えられるようになっている。旧年式の差し替えられない車両にも「出」「入」と書かれたマグネット式のサボが装備されている。車外スピーカーは2台設置されている。前面の「後のり」表示もマグネット式のものが使用されているが、旧年式車ではサボ式になっており「前のり」に差し替え可能。このような装備は、同様に営業地域が東京都と埼玉県にまたがる滝山営業所所属車両にもみられる。
清瀬営業所から新座営業所への移転時に、前面・側面方向幕に西武バスとしては初のローマ字併記がなされた。当初は「○○駅」の「駅」を「Sta.」と、「回送」を「DEADHEAD」と表示させるなどしていたが、順次変更されていった。
2000年代後半以降に導入された新車は、PTPSを同時に搭載して片山線（「ひばり71」「朝23」）を中心に走っている関係上、ひばりヶ丘駅と朝霞台駅以外で見る機会は多くなかった。その後増備するにつれて運用の制限は解消し、現在はコミュニティバスおよび「朝24」と「朝24-1」以外の全路線で見ることができる。中型車は「朝24」「朝24-1」「志34」や「泉30」「泉30-2」で運行される。
全席クロスシートで客室窓にブラインドを装備した用途外車の在籍もあり（A3-68と1193）、志木駅 - 跡見女子大線と出入庫路線や、志木駅南口 - 朝霞台駅（「朝21」）、志木駅 - 新座駅（2代目「志35」）の運用が中心である。
2015年3月下旬から、練馬営業所・上石神井営業所・滝山営業所などの車両とともに、前面・側面・後面いずれもカラーLED改造され、現在は全車カラー化した。
「志31」「清64」が所沢営業所から再移管された際には、それぞれいすゞ・キュービックと、所沢営業所に新製配置されたいすゞ・エルガミオノンステップバスが新座営業所に転属している。ただし、2021年に所沢営業所へ再々移管された際は新座営業所からの転属ではなく、他の営業所の中型車が転属された。
現在、大型車はいすゞ（いすゞ・エルガ）、日野自動車（日野・ブルーリボン）および三菱ふそう（三菱ふそう・エアロスター）が在籍している。また中型車はいすゞ・エルガミオ、小型車は朝霞市・清瀬市コミュニティバス向けと、朝霞市コミュニティバスの予備車として日野製の車両が配置されている。かつては日産ディーゼル → UDトラックス製の車両がほとんどであったが、2010年以降は、UDトラックスのバス製造取り止めに伴い、三菱ふそう製が導入された。2015年度以降はいすゞ自動車製の車両が投入されている。
2023年始めに、中国・BYD製のEVバス「K8」が導入されたが、一部の部品に六価クロムが使用されている問題が発生し、2023年2月27日に予定していた運行開始を延期し、4月7日より運行を開始した。